# Wallace D. Wattles

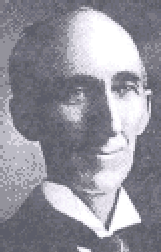
Wallace Delois Wattles

Wallace Delois Wattles (ur. 1860 r., zm. 1911 r.) – amerykański pisarz. Autor książki The Science of Getting Rich, w której opisuje nowatorski i odważny jak na swoje czasy (1910 r.) sposób postrzegania rzeczywistości – sposób osiągania szczęścia i bogactwa.